# Poto Tano (plaats)
Poto Tano is een bestuurslaag in het regentschap Sumbawa Barat van de provincie West-Nusa Tenggara, Indonesië. Poto Tano telt 1272 inwoners (volkstelling 2010).